# Evemphyron sinense
Evemphyron sinense – gatunek chrząszcza z rodziny tutkarzowatych. Jedyny z monotypowego rodzaju Evemphyron. Występuje w południowo-środkowej części Chin.

## Taksonomia
Rodzaj i gatunek opisane zostały po raz pierwszy w 2016 roku przez Miguela Alonsa-Zarazagę, Lv Xiangyanga i Wang Zhilianga na łamach „ZooKeys” w publikacji współautorstwa Xiao Zhishu i Zhang Runzhi. Jako lokalizację typową autorzy wskazali Huaxicun w Puyangzhenie na terenie chińskiej prowincji Syczuan. Nazwa rodzajowa to latynizacja starogreckiego ἐμφῦρον oznaczającego „mylący”. Epitet gatunkowy oznacza po łacinie „chiński”.

## Morfologia
Chrząszcz ten osiąga od 6,76 do 7,33 mm długości ciała mierzonego bez ryjka. Ryjek u samców ma długość od 2,83 do 3,06 mm, a u samic od 3,42 do 3,46 mm. Oskórek jego jest czarny do brązowawego z połyskiem zielonym do ciemnomosiężnego. Oskórek ten gęsto porastają włosowate łuski barwy od żółtej do brązowej, na opadającej części pokryw tworzące brązowy znak w kształcie szewronu. Ponadto na ciele występują miejscami rozproszone, czarne szczecinki.
Ryjek u obu płci jest dłuższy od przedplecza, zaopatrzony w dwie pary równoległych kili, dolno-boczną i środkowo-brzuszną. Czułki są u obu płci osadzone nieco za środkiem długości ryjka, u samców tęższe niż u samic. Ich drugi desmomer jest dłuższy od desmomeru pierwszego i trzonka, ale krótszy niż te dwa razem wzięte. Luźno zestawiona buławka cechuje się członem ostatnim dłuższym od pozostałych, niesymetrycznie gruszkowatym. Sierpowate żuwaczki mają po dwa zęby na brzegach zewnętrznych. Głaszczki szczękowe są dobrze rozwinięte, zbudowane z czterech członów, z których ostatni jest niemal stożkowaty. Warga dolna ma zabródek z półksiężycowatą nasadą i prawie ściętym wierzchołkiem. Głaszczki wargowe są drobne, trójczłonowe. Prawie kulistego kształtu głowa zaopatrzona jest w wyłupiaste, w widoku grzbietowym dłuższe od szerokości czoła oczy złożone.
Przedplecze jest gęsto punktowane, najszersze w nasadowej ćwiartce, o bokach zaokrąglonych i pozbawionych listewek, o niepełnym kilu środkowym. Nieco poprzeczna, prawie prostokątna tarczka również jest gęsto punktowana. Pokrywy mają wierzch płaski i wysklepioną okolicą zatarczkową, guzy barkowe zaś zaokrąglone. Na każdej pokrywie obecnych jest 10 silnie punktowanych rzędów, przy czym dziewiąty i dziesiąty zlewają się na wysokości tylnych bioder. Skrzydła tylnej pary są w pełni wykształcone. Na propygidium rzadkie i drobne kolce nie formują wyraźnych łatek do składania skrzydeł. Odnóża mają nieuzbrojone uda i zwieńczone dwoma nierównej długości pazurkami stopy.
Genitalia samca mają spłaszczone prącie z tektum tak szerokim jak pedon oraz szerszym od rurki prącia endofallusem uzbrojonym w małe i rozproszone ząbki, z których część formuje U-kształtną łatkę wokół gonoporu. Tegmen cechuje się silnie wystającą płytką środkową, lekko niesymetrycznym i jednostajnie rozszerzającym się ku szczytowi manubrium oraz cienkimi i zakrzywionymi ramionami. Samica ma pokładełko z gonokoksytami bardzo w przedniej połowie szerokimi i dalej skośnie zwężonymi oraz z walcowatymi gonostylikami. Genitalia samicy mają C-kształtną spermatekę z zaokrąglonym szczytem oraz leżące blisko siebie przewody spermatekalny i gruczołowy.

## Ekologia i występowanie
Owad endemiczny dla Chin, znany tylko z Syczuanu. Jedyną jego znaną rośliną żywicielską jest Callerya dielsiana z rodziny bobowatych. Larwy są endofitofagami, rozwijającymi się wewnątrz znajdujących się w strąkach nasion.